# SolarStratos
SolarStratos est une mission aéronautique qui a pour objectif d'atteindre pour la première fois la stratosphère avec un avion solaire habité. L'initiateur de ce projet est l'explorateur et pilote suisse Raphaël Domjan. Le but de cette mission est de démontrer, avec un avion électrique le potentiel de l'énergie solaire.

## Objectif
SolarStratos est un projet lancé officiellement en mars 2014 par Raphaël Domjan. Il s'agit d'un avion solaire biplace construit par Calin Gologan d'Elektra Solar avec lequel il envisage avec son équipe de réaliser un record d'altitude. La mission SolarStratos devrait permettre à Raphaël Domjan d'atteindre la stratosphère, altitude jamais réalisée avec un avion à propulsion classique.
Cette aventure a pour but de démontrer que l'énergie solaire permettent d'aller au-delà de ce qui est possible avec les modes de propulsion classique utilisant des énergie fossiles. À terme, et après le vol record réalisé en 2025, Raphaël Domjan et l'équipe de SolarStratos espèrent réussir à améliorer les performances de l'avion afin d'atteindre la stratosphère.

## Aspects techniques
SolarStratos est un avion solaire biplace. Calin Gologan(Elektra solar GMBH) en est le designer. L’entreprise russe Zvezda est responsable de la combinaison spatiale du pilote. La société SolarXplorer SA est l'exploitant en charge de la partie des opérations en vols de HB-SXA.

## Étapes du projet
- 17 mars 2014 : Lancement officiel du projet SolarStratos[3]
- 2014-2015 : Finalisation du design et début de la construction de l'avion par Elektra solar.
- 7 décembre 2016 : Présentation de l'avion SolarStratos[4]
- 2017 : Premier vol le 5 mai 2017 à Payerne[5], vols test et préparation au vol record.[6]
- Dès 2020 : Retour en vol après la réparation des ailes, premier vol à deux et premier saut en parachute depuis un avion électrique entièrement mu par l'énergie solaire, réalisé par Raphael Domjan.[7]
- 2 sept. 2021: Raphaël Domjan réalise son premier vol en solo aux commandes de l’avion solaire, à Payerne (CH),  départ à 7 h 15 pour un vol d’une durée de 36 minutes à une altitude de 4000 pieds (1220 mètres).
- 13 mai 2022 : Solarstratos rallie l'aéroport régional des Eplatures de la Chaux-de-Fonds (1000m d'altitude) pour les journées de l'Aviation (13,14,15 mai) avec démonstration de vol et saut en parachute depuis l'avion solaire par Raphael Domjan le samedi 14 mai 2022.[8]
- 18 juin 2022: à Verbier, 1er saut en wingsuit depuis un avion électrique, réalisé par Géraldine Fasnacht. Raphaël Domjan était aux commandes.[9]
- 12 août 2025: Record absolu d'altitude en avion électrique et solaire piloté, Raphaël Domjan atteint l'altitude de 9 521 mètres dans les Alpes Suisses. [10].

## Financement
Le budget de SolarStratos est d'environ 10 millions de francs suisses (9,25 millions d'euros)

## Équipe

### Équipe opérationnelle
Une quinzaine de personnes travaille sur le projet SolarStratos. Le Président de SolarStratos est l'entrepreneur suisse Roland Loos. Son CEO  est l'écoexplorateur Raphaël Domjan, aussi pilote  de mission principal et destiné à effectuer le vol record d'altitude. Alexis Domjan, frère de Raphaël Domjan, est responsable de tous les aspects de télécommunication et d'informatique du projet[source secondaire souhaitée].

### Parrains et marraines
SolarStratos reçoit le soutien de marraines et de parrains. Parmi eux, on compte Jean Verne, arrière-petit-fils de Jules Verne, Edgar Mitchell, marcheur lunaire Apollo 14 (1930-2016), Marie-Vincente Latécoère, présidente fondatrice de la fondation PG Latécoère, Jacques Rougerie, architecte océanographe, Jean-François Clervoy, astronaute de l'ESA, André Schneider, vice-président des ressources et infrastructures de l'EPFL, Mirosław Hermaszewski, astronaute polonais, Manfred Dutch von Ehrenfried, auteur de Stratonauts: Venturing into the Stratosphere ou encore Chuck Leavell, claviériste des Rolling Stones et cofondateur du Mother Nature Network,.    